# Zali Breg
Zali Breg é um assentamento localizado no município de Brda na Eslovênia. Possuía uma população estimada de 73 habitantes em 2020.